# Parke County
Parke County är ett administrativt område i delstaten Indiana, USA. År 2010 hade countyt 17 339 invånare (2010). Den administrativa huvudorten (county seat) är Rockville. 

## Geografi
Enligt United States Census Bureau har countyt en total area på 1 166 km². 1 154 km² av den arean är land och 12 km² är vatten. 

### Angränsande countyn
- Fountain County - norr
- Montgomery County - nordost
- Putnam County - öst
- Clay County - söder
- Vigo County - sydväst
- Vermillion County - väst